# Lago Riebener
El lago Riebener (en alemán: Riebenersee) es un lago situado al suroeste de la ciudad de Berlín, en el distrito rural de Potsdam-Mittelmark, en el estado de Brandeburgo (Alemania), a una elevación de 34 metros; tiene un área de 38 hectáreas.